# Пітер Т. Кінг
Пітер Томас Кінг (англ. Peter Thomas King; нар. 5 квітня 1944, Нью-Йорк) — американський політик-республіканець, представляє 3-й округ штату Нью-Йорк у Палаті представників США з 1993 (голова Комітету Палати з національної безпеки з 2005 по 2007 і з 2011 по 2013).
У 1965 році він здобув ступінь бакалавра мистецтв у St. Francis College (Бруклін), а у 1968 — доктора права в Університеті Нотр-Дам (штат Індіана).
Після завершення навчання, Кінг до 1974 року у прокуратурі округу Нассау. У цей же період він також служив у Національній гвардії Нью-Йорка. Одружився у 1967 і має двох дітей.
Кінг почав свою політичну кар'єру у 1977 році як член міської ради Гемпстеда, Нью-Йорк. У 1981 він був обраний контролером округу Нассау. У 1986 році він невдало балотувався на посаду Генерального прокурора Нью-Йорка.